# Douglas Sheehan
Douglas Stuart Sheehan (* 27. April 1949 in Santa Monica, Kalifornien, USA; † 29. Juni 2024 in Big Horn, Wyoming) war ein amerikanischer Schauspieler.
Sein TV-Debüt gab er 1978 in der US-Serie Drei Engel für Charlie. Ein Jahr später stieg der Künstler bei der Soap General Hospital ein. Bis 1982 spielte er dort die Rolle des Joe Kelly, was ihm eine Emmy-Nominierung einbrachte. Von 1983 bis 1987 spielte er Ben Gibson in der Serie Unter der Sonne Kaliforniens; hierfür wurde er 1984 und 1986 mit dem Soap Opera Digest Award ausgezeichnet. Eine weitere Nominierung erhielt er 1988.
Douglas Sheehan war ab 1981 mit Cate Albert verheiratet.

## Filmografie (Auswahl)
- 1978: Drei Engel für Charlie (Fernsehserie, 1 Folge)
- 1979: Zehn – Die Traumfrau
- 1979: Kaz & Co (Fernsehserie, 1 Folge)
- 1979–1982: General Hospital
- 1983: Imbiß mit Biß (Fernsehserie, 1 Folge)
- 1983: Cheers
- 1983–1987: Unter der Sonne Kaliforniens (Fernsehserie)
- 1987: Wie ein Fremder in meinem Bett
- 1988: F.B.I. Mörder
- 1988–1989: Day by Day (Fernsehserie)
- 1990: Ein Wunsch geht in Erfüllung
- 1990: Feuer an Bord von 1501
- 1990: Mein lieber John (Fernsehserie, 1 Folge)
- 1990: MacGyver (Fernsehserie, 1 Folge)
- 1993: Columbo: Der Tote in der Heizdecke (Fernsehreihe)
- 1997: Ein Wink des Himmels (Fernsehserie, 1 Folge)
- 1997–1999: Clueless – Die Chaos-Clique (Fernsehserie)
- 1999, 2003: Sabrina – Total Verhext! (Fernsehserie, 2 Folgen)
- 2000: Diagnose: Mord (Fernsehserie, 1 Folge)
- 2003: Hallo Holly (What I Like About You, Fernsehserie, 1 Folge)